# 中込陽翔
中込 陽翔（なかごみ はると、2002年1月23日 - ）は、山梨県南巨摩郡鰍沢町（現：富士川町）出身のプロ野球選手（投手）。右投右打。東北楽天ゴールデンイーグルス所属。

## 経歴

### プロ入り前
富士川町立鰍沢小学校のときに野球を始め、富士川町立鰍沢中学校時代は硬式野球チームの『北杜ボーイズ』でプレーし、投手と三塁手として活躍した。
山梨学院高校では1年秋に正捕手として県大会準優勝も関東地区大会では1回戦敗退。2年春は、後に正捕手となる1学年下の栗田勇雅が入部してきたこともあり、県大会2回戦では捕手で先発出場、同3回戦では投手として公式戦初登板と捕手兼投手としてプレー。県大会では優勝を果たしたが、関東地区大会では2回戦（初戦）で敗退し、中込の出場機会は無かった。2年夏は背番号12でベンチ入りしたが、山梨大会では2回戦（初戦）に投手として登板したのみであり、甲子園大会では中込の出場機会はなく、チームは初戦敗退。2年秋は背番号1のエースとして関東地区大会ベスト4に入り、翌2019年春の甲子園大会に出場し、中込は背番号10で1回戦に登板したが、1/3回を3安打2失点で降板となり、大会終了後には右肘の疲労骨折が判明した。6月に復帰し、3年夏の山梨大会では2試合に登板。ただ、甲子園大会では登板機会がなく、チームは初戦で敗退した。
山梨学院大学へ進学するも、1年春のリーグ戦は新型コロナウイルスの影響で中止。1年秋のリーグ戦で2試合にリリーフ登板すると、2年春からは先発も任された。プロ志望届は提出せず、就職を考えていたというが、4年秋のリーグ戦で準優勝し、チーム11年ぶりとなる関東地区大学野球選手権へ出場。創価大学との2回戦では2失点完投勝利を挙げるなど、チーム史上初のベスト4に貢献した。同選手権で3試合に登板して好投したことから「なんか、これで野球辞めちゃったらもったいないな」「育成ドラフトの最後まで見てたんですけど、徳島インディゴソックスからすごくたくさん選ばれていたので」と同球団へ入団したい旨をコーチに相談したところ、同球団元監督で山梨学院高校OBである牧野塁から連絡を取ってもらえることになり、入団テストを受験。2023年12月18日に特別合格選手として発表された。背番号は29。

### 四国IL・徳島時代
2024年、前期は左打者に課題を抱えていたが、低めに落ちる変化球を習得し、後期はその課題を克服。8・9月の2か月では、15試合の登板で防御率1.57と好成績を収め、8-9月度の月間新人賞（投手部門）を受賞した。この年は連投や回跨ぎも厭わず、リーグトップの43試合に登板してリリーフながら規定投球回に到達。8勝2敗11ホールド2セーブ・防御率1.97を記録し、最多勝利のタイトルを獲得した。
2024年10月24日に開催されたNPBドラフト会議にて、東北楽天ゴールデンイーグルスから3位指名を受けた。11月12日には契約金6000万円・年俸1000万円（いずれも金額は推定）で入団に合意。担当スカウトは岩見雅紀。12月7日に新入団選手発表会見が行われ、背番号は26と発表された。

### 楽天時代
2025年、5月4日のオリックス・バファローズ戦（楽天モバイルパーク宮城）で、大量リードした9回にプロ初登板し、1回を無失点に抑えた。

## 選手としての特徴
テイクバックが小さいサイド気味の変則スリークォーター右腕。闘志あふれるピッチングが魅力である。
持ち球は最速150km/hのストレート、スライダー、フォーク、シンカー、チェンジアップ、カットボールがある。

## 詳細情報

### 独立リーグでの投手成績
出典は四国アイランドリーグplusデータサイト。
| 年 度     | 球 団     | 登 板 | 先 発 | 完 投 | 完 封 | 無 四 球 | 勝 利 | 敗 戦 | セ 丨 ブ | ホ 丨 ル ド | 勝 率 | 打 者 | 投 球 回 | 被 安 打 | 被 本 塁 打 | 与 四 球 | 敬 遠 | 与 死 球 | 奪 三 振 | 暴 投 | ボ 丨 ク | 失 点 | 自 責 点 | 防 御 率 | W H I P |
| --------- | --------- | ----- | ----- | ----- | ----- | -------- | ----- | ----- | -------- | ----------- | ----- | ----- | -------- | -------- | ----------- | -------- | ----- | -------- | -------- | ----- | -------- | ----- | -------- | -------- | ------- |
| 2024      | 徳島      | 43    | 0     | 0     | 0     | 0        | 8     | 2     | 2        | 11          | .800  | 238   | 59.1     | 56       | 1           | 7        | -     | 2        | 77       | 2     | 0        | 15    | 13       | 1.97     | 1.06    |
| 通算：1年 | 通算：1年 | 43    | 0     | 0     | 0     | 0        | 8     | 2     | 2        | 11          | .800  | 238   | 59.1     | 56       | 1           | 7        | -     | 2        | 77       | 2     | 0        | 15    | 13       | 1.97     | 1.06    |

- 各年度の太字はリーグ最高

### 独立リーグでのタイトル・表彰
タイトル
- 最多勝：1回（2024年[32]）

表彰
- 月間新人賞（投手部門）：1回（2024年8-9月度[29]）

### 記録

#### NPB
初記録
投手記録
- 初登板：2025年5月4日、対オリックス・バファローズ8回戦（楽天モバイルパーク宮城）、9回表に3番手で救援登板・完了、1回無失点[36]
- 初奪三振：2025年5月11日、対北海道日本ハムファイターズ8回戦（エスコンフィールドHOKKAIDO）、8回裏に水野達稀から空振り三振

### 背番号
- 29（2024年[27]）
- 26（2025年[35] - ）